# ВК Синтез Казањ
ВК Синтез (рус. Ватерпольный клуб Синтез) је ватерполо клуб из Казања, Русија. Тренутно се такмичи у Првој лиги Русије.
Синтез је основан новембра 1974. године. Боје клуба су зелена, црвена и бела. 

## Историја
Из периода Совјетског Савеза нема значајнијих резултата на највишем нивоу, а највећи успех су три титуле у првенству Руске СФСР и два трофеја на „Националним играма младих“. Од 1993. се такмичи у Првој лиги Русије, а од 1995. (четврто место) Синтез постаје редован учесник у европским такмичењима. 
Половином прве деценије 21. века избија у сам врх руског ватерпола. Године 2005. је био трећи, 2006. други, да би своју прву титулу у Првој лиги Русије освојио у сезони 2006/07. Освојио је и два трофеја Купа Русије, 2005. и 2010. године.
Такође је имао успеха и у европским такмичењима. У сезони 2005/06. поражен је у финалу ЛЕН Трофеја од италијанске Леонесе (8:11, 7:6). Наредне сезоне 2006/07. је ипак успео да освоји то такмичење савладавши у финалу хрватски Шибеник, у првом мечу Синтез је у гостима победио са 12:10, док је код куће поражен са 10:9, тако да је победио укупним резултатом 21:20. У мечу Суперкупа Европе 2007. је поражен од Про Река са 11:9.

## Успеси

### Домаћи
- Прва лига Русије:

Првак (1): 2006/07.
Вицепрвак (4): 2005/06, 2007/08, 2009/10, 2011/12.
- Куп Русије:

Освајач (2): 2005, 2010.
- Првенство Руске СФСР:

Првак (3): 1979/80, 1984/85, 1988/89.
- Победник „Националних игри младих“ 1977. и 1980.

### Међународни
- ЛЕН Трофеј:

Освајач (1): 2006/07.
Финалиста (2): 2005/06, 2015/16.
- Суперкуп Европе:

Финалиста (1): 2007.